# Линари-Казони (Болоња)
Линари-Казони (итал. Linari-Casoni) је насеље у Италији у округу Болоња, региону Емилија-Ромања.
Према процени из 2011. у насељу је живело 26 становника. Насеље се налази на надморској висини од 582 м.